# آيلسباخ
آيلسباخ هو نهر في بافاريا، ألمانيا. يتدفق إلى بوتلاخ [الإنجليزية] بالقرب من بلدية جوسفاينشتاين.